# Andrea Morosini

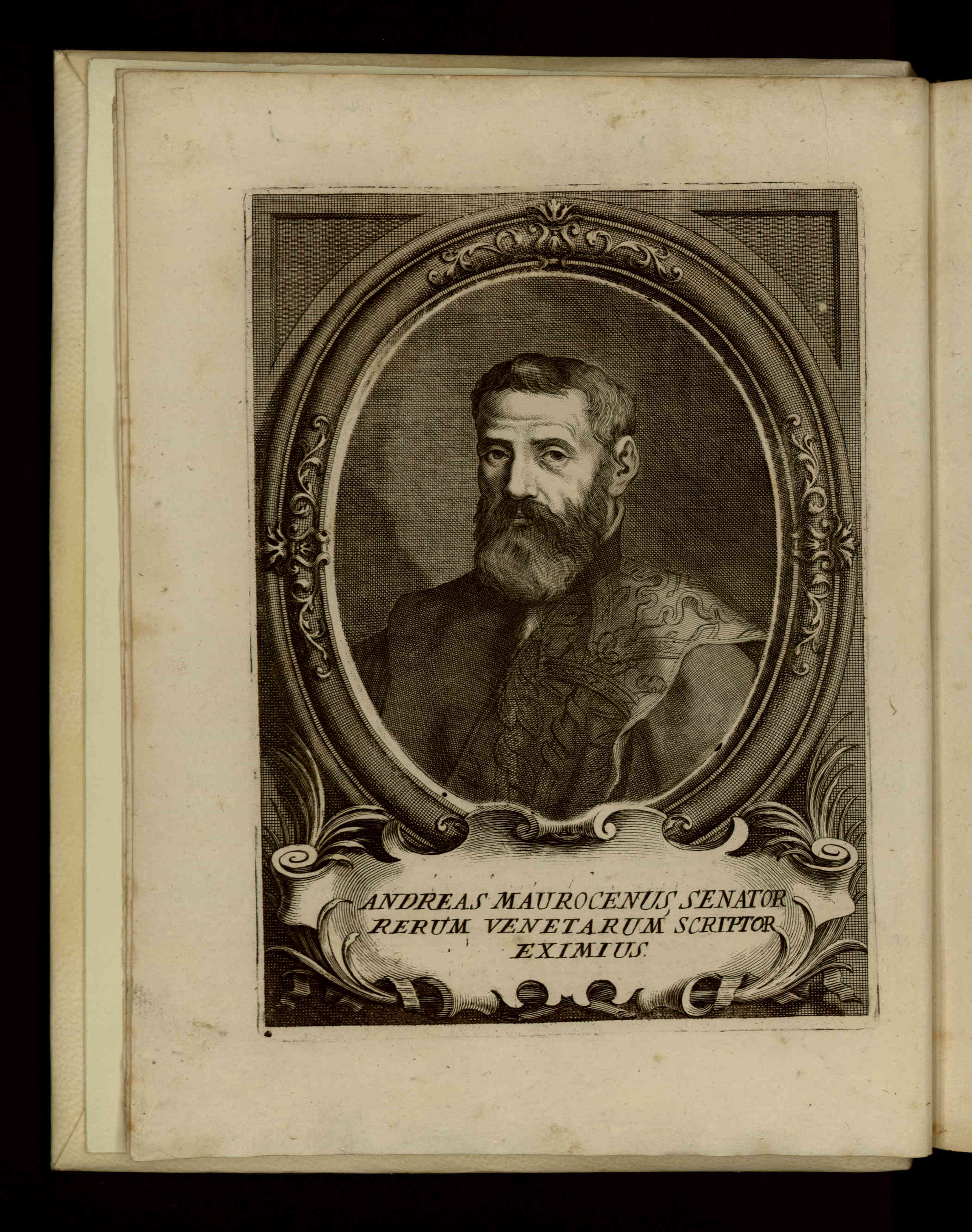
Tomo quinto, che comprende i sei primi libri dell'Istorie veneziane, 1719

Andrea Morosini, född 1558, död 1618, var en italiensk historieskrivare.
Morosini blev venetiansk senator (1600) och var tre gånger medlem av "de tios" råd. Han skrev Historia veneta, ab anno 1521 ad annum 1615 (1623) med flera historiska verk.